# IVORY ep
「IVORY ep」（アイボリー・イー・ピー）はクレイジーケンバンド19枚目のシングル。2020年6月24日にユニバーサルシグマ/DOUBLE JOY INTERNATIONALから発売。

## 概要
前作「指輪」から5年振りのCDシングル。
カップリング曲に、2020年初頭に配信限定シングルでリリースされた「門松」「夢の夢」の2曲が本作にてCDに初収録された。

## 収録曲
全作詞・作曲：横山剣　編曲：横山剣/小野瀬雅生
1. IVORY（5:00）[1]
2. だから言ったでしょ（4:14）[1]
3. eye catch ＊ for IVORY ep（0:31）[1]
4. 門松（4:22）[1]
5. 夢の夢（2:10）[1]
6. 夢の夢 ＊ TV size（1:01）[1]
7. CRAZY KEN BAND’s Information（7:49）[1]
8. IVORY ＊ KARAOKE（5:00）[1]
9. だから言ったでしょ ＊ KARAOKE（4:16）[1]
10. 門松 ＊ KARAOKE（4:23）[1]
11. 夢の夢 ＊ KARAOKE（2:08）[1]

## タイアップ
- IVORY
  - 「じゅん散歩」（テレビ朝日）6・7月度　エンディングテーマ[4]
- 門松
  - 『嘘八百 京町ロワイヤル』主題歌[5]
- 夢の夢
  - 「おじゃる丸」（NHK教育）第23シリーズ　エンディング・テーマ[6]